# Oś współrzędnych
Oś współrzędnych – to oś liczbowa, wykorzystywana do budowy układu współrzędnych, pozwalająca na jednoznaczne określenie położenia punktu przez określenie jego współrzędnych.
W kartezjańskim układzie współrzędnych
zestaw n osi liczbowych zwanych osiami układu współrzędnych, z których każde dwie są do siebie prostopadłe i których zera znajdują się w wybranym początku układu. Trzy pierwsze osie często oznaczane są:
- OX (pierwsza oś, w przypadku  układu na płaszczyźnie zwana osią odciętych);
- OY (druga oś, w przypadku układu na płaszczyźnie zwana osią rzędnych);
- OZ (trzecia oś, zwana kotą).

Minimalna liczba osi układu współrzędnych n potrzebna do jednoznacznej identyfikacji każdego punktu wyznacza tzw. wymiar przestrzeni.